# 오픈 소스 레코드 레이블
오픈 소스 레코드 레이블(open source record lable)은 카피 레프트 라이선스하에 음악을 릴리스하는 레코드 레이블, 즉 무료 재배포를 허용하고 트랙을 자유롭게 수정할 수 있게 하는 라이선스이다.
자유롭고 개방적인 콘텐츠와 미디어에 대한 지속적인 문화활동은 공개 협업을 통해 언론의 가능성을 여는 것을 목표로 표현과 연설의 자유에 대한 운동이라고 말하고있다. 이것은 일부 음악가가 저작권을 통해 음악을 기업의 통제로 보는 것에 대한 반발이다. 그들은  음악가가 창의력을 음악과 사운드를 사용하고 재해석하여 진정으로 혁신적인 음악을 창조할 수 있도록 해야한다고 믿는다.
또한, 카피 레프트(copyleft)는 음악가들이 공동으로 음악을 개발할 수 있게하는 장치이다.

## 레코드사
- 로카 레코드사(LOCA Records)
- 온클래식컬(OnClassical)
- NCS
- 마그나튠(Magnatune)
- 옵사운드(Opsound)

## 같이 보기
- 자멘도
- 사운드클라우드
- 프리뮤직아카이브(freemusicarchive.org)
- 오픈 콘텐츠
- 크리에이티브 커먼즈 라이선스

## 참고
- 블로터 보관됨 2018-04-11 - 웨이백 머신
- Bugs